# Stiege (Längenmaß)
Stiege war ein deutsches Längenmaß in der Textilindustrie und ein Garnmaß.
- Braunschweig für Flachs 1 Stiege = 20 Ellen = 11,4146 Meter
- Hannover für Leinen 7 Stiege = 120 Ellen (Brabanter)
- Oldenburg für Flachs 1 Stiege = 20 Ellen = 11,68 Meter